# Honor de la Guerra de Liberación de Bangladés
El Honor de la Guerra de Liberación de Bangladés (en bengalí: বাংলাদেশ মুক্তিযুদ্ধ সম্মাননা) es un premio estatal de la República Popular de Bangladés.
El premio se otorga a quienes ayudaron a Bangladés durante su Guerra de Independencia y en la posterior construcción nacional. Puede ser otorgado póstumamente y a organizaciones. Es el segundo premio más importante del país, antecedido por el Honor de la Libertad y sucedido por el Honor de Amigo de la Guerra de Liberación.
La representación física del honor consiste en una escultura de oro en una pieza de madera con el nombre del galardón en bengalí y en inglés.
Algunos de los premiados han sido: Jigme Dorji Wangchuck (rey butanés), Ram Baran Yadav (presidente nepalés), Leonid Brézhnev (presidente soviético), Nikolái Podgorni (presidente soviético), Alekséi Kosyguin (premier soviético), Josip Broz Tito (presidente yugoslavo), Edward Heath (premier británico), Fidel Castro Ruz (presidente cubano), Harold Wilson (premier británico), Fakhruddin Ali Ahmed (presidente indio), Gulzarilal Nanda (premier indio), Krishna Menon (ministro de defensa indio) y Pranab Mukherjee (presidente indio).